# Marina Sánchez
Marina Sánchez Ferrer (Murcia, 9 de enero de 1977) es una regatista española del Real Club de Regatas de Santiago de la Ribera.

## Trayectoria
En 2003 ganó la medalla de bronce en el campeonato del mundo absoluto de la clase Snipe, como tripulante de su hermano, Francisco Sánchez Ferrer, con quien ganó el campeonato de Europa en 2010 y quedó segunda en 2012. También con su hermano ha ganado cuatro campeonatos de España (2003, 2005, 2007 y 2013).
Fue campeona del mundo femenina de la clase Snipe en 2008 y subcampeona en 2012 con Marina Gallego.

## Juegos Olímpicos
Compitió con el equipo español en los Juegos Olímpicos de Atenas 2004, terminando en el puesto 12 de la categoría femenina de la clase Yngling.